# Golfo San Jorge
Il golfo San Jorge è un golfo che si apre su Mar Argentino nella Patagonia argentina. Le sue rive si dividono fra le province argentine di Chubut e di Santa Cruz. Le sue estremità sono il Capo Dos Bahías a nord (Provincia di Chubut) e il Capo Tres Puntas, nella Provincia di Santa Cruz.

## Popolazione
Gran parte della popolazione della provincia del Chubut vive sulle coste del golfo, ove si trovano le città di Comodoro Rivadavia (180 000 abitanti), il comune di pescatori di Camarones e la città balneare di Rada Tilly (circa 10000 abitanti), mentre dal lato della provincia di Santa Cruz si affaccia sul golfo la città di Caleta Olivia (37 000 abitanti circa).

## Economia
Nella zona intorno al golfo si trovano giacimenti di gas naturale e petrolio, anche se numerose sono le installazioni di impianti di produzione di energia elettrica da fonti rinnovabili quali i generatori eolici e centrali a biogas. Le attività industriali sono prevalentemente volte a soddisfare le necessità dell'industria estrattiva. Hanno importanza per l'economia locale anche le attività ittiche, soprattutto la pesca di granchi delle famiglie Nephropidae e Majoidea, e il turismo, il cui luogo più noto per le molteplici attività marine da diporto (balneazione, pesca sportiva, windsurf, ecc.) è Rada Tilly. Nel golfo vi è anche una riserva naturale ove si possono vedere leoni marini. In certi periodi si possono anche avvistare balene franche australi.
Il golfo è anche uno dei due terminali della strada che collega la riva argentina dell'Oceano Atlantico con quella cilena dell'Oceano Pacifico: un percorso di 517 km che unisce la città argentina di Comodoro Rivadavia con quella cilena di Aisén, nell'omonima provincia.